# Golfe nos Jogos Olímpicos
O golfe fez parte do programa dos Jogos Olímpicos nas edições de 1900 e 1904, e retornou ao programa olímpico em 2016.

## Eventos
| Evento               | 1900 | 04 | 08–2012 | 16 | 20 | 24 | Edições |
| -------------------- | ---- | -- | ------- | -- | -- | -- | ------- |
| Programa atual       |      |    |         |    |    |    |         |
| Individual masculino | •    | •  |         | •  | •  | •  | 5       |
| Individual feminino  | •    |    |         | •  | •  | •  | 4       |
| Eventos passados     |      |    |         |    |    |    |         |
| Equipes masculinas   |      | •  |         |    |    |    | 1       |
| Total de eventos     | 2    | 2  | 0       | 2  | 2  | 2  | —       |

## Quadro geral de medalhas
| Ordem | País               | Medalha de ouro | Medalha de prata | Medalha de bronze |    |
| ----- | ------------------ | --------------- | ---------------- | ----------------- | -- |
| 1     | USA Estados Unidos | 6               | 3                | 5                 | 14 |
| 2     | GBR Grã-Bretanha   | 1               | 2                | 1                 | 4  |
| 3     | NZL Nova Zelândia  | 1               | 1                | 1                 | 3  |
| 4     | CAN Canadá         | 1               |                  |                   | 1  |
|       | KOR Coreia do Sul  | 1               |                  |                   | 1  |
| 6     | JPN Japão          |                 | 1                | 1                 | 2  |
| 7     | GER Alemanha       |                 | 1                |                   | 1  |
|       | SVK Eslováquia     |                 | 1                |                   | 1  |
|       | SWE Suécia         |                 | 1                |                   | 1  |
| 10    | CHN China          |                 |                  | 2                 | 2  |
| 11    | TPE Taipé Chinês   |                 |                  | 1                 | 1  |
| TOTAL | TOTAL              | 10              | 10               | 11                | 31 |